# Labeotropheus
Labeotropheus (Latein: „labea“ = Lippe + Tropheus) ist eine Gattung afrikanischer Buntbarsche (Cichlidae). Alle Labeotropheus-Arten leben endemisch im Malawisee in Ostafrika und gehören zu den an das Biotop der Felsküsten gebundenen Mbuna. Kennzeichnend für die Gattung ist das unterständige Maul mit einer dicken, fleischigen Oberlippe. Die Fische sind Aufwuchsfresser. Neben ihrer Hauptnahrung Algen, nehmen sie dabei auch kleine Krebstiere, Würmer und Insektenlarven auf.
Labeotropheus haben einen sehr starken Sexualdimorphismus, d. h. Männchen und Weibchen sehen unterschiedlich aus. Die Männchen sind polygam. Die Weibchen nehmen die bis zu 40 Eier ins Maul (Maulbrüter).

## Arten
- Labeotropheus alticodia Phiri & Pauers, 2023[1]
- Labeotropheus artatorostris Pauers, 2017[2]
- Labeotropheus aurantinfra Phiri & Pauers, 2023[1]
- Labeotropheus candipygia Pauers & Phiri, 2023[1]
- Labeotropheus chirangali Pauers & Phiri, 2023[1]
- Labeotropheus chlorosiglos Pauers, 2016[3]
- Schabemundbuntbarsch (Labeotropheus fuelleborni)
- Labeotropheus obscurus Phiri & Pauers, 2023[1]
- Labeotropheus rubidorsalis Phiri & Pauers, 2023[1]
- Labeotropheus simoneae Pauers, 2016[3]
- Gestreckter Schabemundbuntbarsch (Labeotropheus trewavasae)